# Seo Yu-na
Đây là một tên người Triều Tiên, họ là Seo.
Seo Yoo-na (Hangul: 서유나, Hanja: 徐宥奈, Hán-Việt: Từ Du Nhã, sinh ngày 30 tháng 12 năm 1992), còn được biết đến với nghệ danh là Yuna, là một nữ ca sĩ thần tượng người Hàn Quốc, từng đảm nhận vai trò hát chính của nhóm nhạc AOA trực thuộc công ty FNC Entertainment.

## Tiểu sử
Yuna sinh ngày 30 tháng 12 năm 1992 tại Busan, Hàn Quốc. Cô đã bắt đầu chơi piano từ khi mới 7 tuổi nên đã có mong muốn trở thành một ca sĩ. Năm 18 tuổi, cô đến Seoul một mình sau khi nhận được sự đồng ý từ bố mẹ. Cô chuyển trường học và ở lại nhà của cô chú trong thời gian đi thử giọng và thực hành hát.
Em gái của Seo Yoo-na là Seo Yu Ri đã ra mắt cùng nhóm nhạc nữ Berry Good do công ty Asia Bridge Entertainment quản lý vào năm 2015 dưới nghệ danh Seoyul.

## Sự nghiệp

### Thành viên AOA
Yuna ra mắt với AOA vào ngày 30 tháng 7 năm 2012. Cô là thành viên nhóm nhỏ AOA Cream cùng với Hye-jeong và Chanmi.

### Sự nghiệp cá nhân
Yuna ít được biết đến trong sự nghiệp diễn xuất. Cô đã đóng vai chính trong vở nhạc kịch Nhật Bản "Summer Snow" vào năm 2013 và vai chính trong phim hài "Prince's Prince" của Hàn Quốc.
Ngày 20 Tháng 10 2013 Yuna hát OST " I am OK"  cho phim truyền hình KBS của Marry Him If You Dare. Đó cũng là bài hát chủ đề của nhân vật chính Na Mi-rae.